# Отретур
Отретур (фр. Autretot) насеље је и општина у северној Француској у региону Горња Нормандија, у департману Приморска Сена која припада префектури Руан.
По подацима из 2011. године у општини је живело 697 становника, а густина насељености је износила 183,42 становника/km². Општина се простире на површини од 3,8 km². Налази се на средњој надморској висини од 149 метара (максималној 152 m, а минималној 126 m).

## Демографија
| 1962. | 1968. | 1975. | 1982. | 1990. | 1999. | 2011. |
| ----- | ----- | ----- | ----- | ----- | ----- | ----- |
| 345   | 348   | 466   | 505   | 620   | 621   | 697   |

График промене броја становника у току последњих година